# Apamauta lineolata
Apamauta lineolata – gatunek chrząszcza z rodziny kózkowatych i podrodziny zgrzypikowych. Jedyny przedstawiciel rodzaju Apamauta.

## Zasięg występowania
Gatunek ten występuje w południowej Brazylii, notowany w stanach Bahia, Rio de Janeiro, São Paulo i Parana.